# Børge Harkjær Møller
Børge Harkjær Møller (født 4. oktober 1926 i Nors Præstegård, død 19. juni 2014) var en dansk politiker.
Han var søn af forpagter Jens Harkjær Møller (1881-1952) og Maren Johanne Mikkelsen Hummelshøj (1885-1958). Han var kontrolassistent i Nors og Hillerslev og drev landbrug i Tved og i siden Nors Kirkeby. Engang fandt Møller danefæ under pløjning af sine marker. Genstandene var dele af et bronzesværd samt et guldarmbånd, som nu er på Nationalmuseet.
Fra 1977 til 1979 sad han i Folketinget for Fremskridtspartiet og sad siden en enkelt periode i Thisted Byråd.
Han var gift med Gerda Irene Gravesen Andersen frem til hendes død i 1967. Senere blev han gift med Ruth Edeltraut Bruun. 